# Stadion Miejski w Sfântu Gheorghe
Stadion Miejski – wielofunkcyjny stadion w Sfântu Gheorghe, w Rumunii. Został otwarty w 1930 roku. Może pomieścić 5200 widzów. Swoje spotkania rozgrywają na nim piłkarze klubu Sepsi Sfântu Gheorghe.